# Coupe d'Algérie de football 2010-2011
Navigation
Coupe d'Algérie
2009-2010 Coupe d'Algérie
2011-2012
La Coupe d'Algérie de football 2010-2011 est la 47e édition de la Coupe d'Algérie.
Pour la saison 2010-2011, la Coupe d'Algérie est organisée selon la même réglementation que celle de l'édition 2010 qui prévoit entre autres la domiciliation à partir des 32e de finale de chaque rencontre dans le stade du premier club tiré lors du tirage au sort à condition que le stade ait une capacité de 8 000 places assises au minimum.

## Calendrier
| Participants | Tours de qualifications                | Tirage au sort des matchs de Coupe                                  | Dates des matchs de Coupe                    | Vainqueurs |
| 64           | Trente-deuxièmes de finale             | tirage au sort le lundi 6 décembre 2010.                            | vendredi 31 décembre 2010.                   | 32         |
| 32           | Seizièmes de finale                    | tirage au sort le lundi 6 décembre 2010.                            | lundi 5 mars 2011.                           | 16         |
| 16           | Huitièmes de finale                    | tirage au sort le vendredi 4 mars 2011 ou samedi 5 mars 2011.       | mardi 15 mars 2011 et vendredi 25 mars 2011. | 8          |
| 8            | Quarts de finale                       | tirage au sort le lundi 7 mars 2011 ou mardi 8 mars 2011.           | vendredi 8 avril 2011.                       | 4          |
| 4            | Demi-finales                           | tirage au sort le mardi 12 avril 2011.                              | mardi 19 avril 2011.                         | 2          |
| 2            | Finale Stade du 5-Juillet-1962 (Alger) | les finalistes connues à l'issue des matchs du mardi 19 avril 2011. | dimanche 1er mai 2011.                       | 1          |

## Avant Dernier Tour Régional
| Ligue d'Alger Avant Dernier tour régional (12 novembre à 14h 30)       |                         |             |                      |  |  |                             |
| 1                                                                      | ES Sour El Ghozlane     | 2 - 1       | ES Sikh Oumedour     |  |  |                             |
| 2                                                                      | JSM Cheraga             | 2 - 1       | DRB Baraki           |  |  |                             |
| 3                                                                      | OM Ruisseau             | 2 - 1       | IB Khemis El Khechna |  |  |                             |
| 4                                                                      | EC Oued Smar            | 2 - 1       | CRB Bordj El Kiffan  |  |  |                             |
| 5                                                                      | NARB Reghaia            | 2 - 0       | CA Kouba             |  |  |                             |
| 6                                                                      | CMB Thénia              | 3 - 3 t.a.b | DRB Staoueli         |  |  |                             |
| 7                                                                      | Hydra AC                | 2 - 1       | CRB Dar El Beida     |  |  |                             |
| 8                                                                      | IB Lakhdaria            | 1 - 0       | ESM Boudouaou        |  |  |                             |
| 9                                                                      | MB Bouira               | 1 - 1 t.a.b | JSB Ain Benian       |  |  |                             |
| 10                                                                     | US Oued Amizour         | 1 - 0       | USM Chéraga          |  |  |                             |
| 11                                                                     | WA Rouiba               | 3 - 1       | ES Timezrit          |  |  |                             |
| 12                                                                     | JS Hai Djebel           | -           | Exempt               |  |  |                             |
| 13                                                                     | MO Bejaia               | -           | Exempt               |  |  |                             |
| Ligue de Blida Avant Dernier tour régional (// à 14h 30)               |                         |             |                      |  |  |                             |
| 1                                                                      | O Médéa                 | -           | ...                  |  |  | stade                       |
| 2                                                                      | RC Arba                 | -           | ...                  |  |  | stade                       |
| 3                                                                      | ES Berrouaghia          | -           | ...                  |  |  | stade                       |
| 4                                                                      | CRB Aïn Oussara         | -           | ...                  |  |  | stade                       |
| 5                                                                      | CRB Sendjas             | -           | ...                  |  |  | stade                       |
| 6                                                                      | WA Boufarik             | -           | n.c                  |  |  |                             |
| 7                                                                      | ...                     | -           | n.c                  |  |  |                             |
| 8                                                                      | ...                     | -           | n.c                  |  |  |                             |
| 9                                                                      | ...                     | -           | n.c                  |  |  |                             |
| 10                                                                     | ...                     | -           | n.c                  |  |  |                             |
| Ligue d'Oran 3e et Avant Dernier tour régional (13/11/2010 à 14h 30)   |                         |             |                      |  |  |                             |
| 1                                                                      | KS Oran                 | -           | ORC Boukhanéfis      |  |  | Témouchent                  |
| 2                                                                      | MB Sidi Chami           | -           | CRB Hennaya          |  |  | Témouchent                  |
| 3                                                                      | IRB Sidi M'hamed Benali | -           | CRB Ain El Turck     |  |  | Ain Tadles                  |
| 4                                                                      | RCB Oued R'hiou         | -           | JS Emir Abdelkader   |  |  | Ain Tadles                  |
| 5                                                                      | RC Relizane             | -           | ES Araba             |  |  | Bouguirat                   |
| 6                                                                      | WA Mostaganem           | -           | MCB Ain Bia          |  |  | Bouguirat                   |
| 7                                                                      | IRB Maghnia             | -           | CRB El Amria         |  |  | Remchi                      |
| 8                                                                      | CRB Mirine              | -           | US Remchi            |  |  | Bel Abbes                   |
| 9                                                                      | JRB Sidi Brahim         | -           | OM Arzew             |  |  | Toula /Oran                 |
| 10                                                                     | CR Bendaoud             | -           | ZSA Témouchent       |  |  | El Amria                    |
| Ligue de Saida 4e et Avant Dernier tour régional (26/11/2010 à 14h 30) |                         |             |                      |  |  |                             |
| 1                                                                      | MB Hassasna             | -           | JSM Tiaret           |  |  | Hassaien Lakehal /Tighennif |
| 2                                                                      | ARB Ghriss              | -           | IS Tighennif         |  |  | Meflah Aoued /Mascara       |
| 3                                                                      | IRB Mocta Douze         | -           | FCB Frenda           |  |  | Frères Bessafi /El Bordj    |
| 4                                                                      | IR Bouhenni Tiaret      | -           | SC Mecheria          |  |  | Frères Bracci /Saida        |
| 5                                                                      | CC Sig                  | -           | IRB Youb             |  |  | Boukhors /Saida             |
| 6                                                                      | WAB Tissemsilt          | -           | IRB Sougueur         |  |  | Frenda                      |
| 7                                                                      | WAB Ain Kermes          | -           | JS Village Bakir     |  |  | Frenda                      |
| Ligue de Constantine Avant Dernier tour régional(// à 14h 30)          |                         |             |                      |  |  |                             |
| 1                                                                      | CS Constantine          | -           | ...                  |  |  |                             |
| 2                                                                      | MO Constantine          | -           | ...                  |  |  |                             |
| 3                                                                      | AS Ain M'lila           | -           | ...                  |  |  |                             |
| 4                                                                      | US Chaouia              | -           | ...                  |  |  |                             |
| 5                                                                      | ES Collo                | -           | ...                  |  |  |                             |
| 6                                                                      | USM Ain Beida           | -           | ...                  |  |  |                             |
| 7                                                                      | MB Constantine          | -           | ...                  |  |  |                             |
| 8                                                                      | WA Ramdane Djamel       | -           | ...                  |  |  |                             |
| 9                                                                      | RC Bougaa               | -           | ...                  |  |  |                             |
| 10                                                                     | WJ Skikda               | -           | ...                  |  |  |                             |
| 11                                                                     | USM Sétif               | -           | ...                  |  |  |                             |
| 12                                                                     | FC Bir El Arch          | -           | ...                  |  |  |                             |
| 13                                                                     | JSM Skikda              | -           | ...                  |  |  |                             |
| 14                                                                     | JS Djijel               | -           | ...                  |  |  |                             |
| Ligue de Batna Avant Dernier tour régional (// à 14h 30)               |                         |             |                      |  |  |                             |
| 1                                                                      | USF Bordj Bou Arréridj  | -           | ...                  |  |  |                             |
| 2                                                                      | CA Batna                | -           | ...                  |  |  |                             |
| 3                                                                      | US Biskra               | -           | ...                  |  |  |                             |
| 4                                                                      | AB Merouana             | -           | ...                  |  |  |                             |
| 5                                                                      | US Doucen               | -           | ...                  |  |  |                             |
| 6                                                                      | RUDS Batna              | -           | ...                  |  |  |                             |
| 7                                                                      | MSP Batna               | -           | ...                  |  |  |                             |
| 8                                                                      | AS Bordj Ghedir         | -           | ...                  |  |  |                             |
| 8                                                                      | AB Barika               | -           | ...                  |  |  |                             |
| 10                                                                     | USM Khenchela           | -           | ...                  |  |  |                             |
| 11                                                                     | WR M'Sila               | -           | ...                  |  |  |                             |
| 12                                                                     | TR Ain Touta            | -           | ...                  |  |  |                             |
| Ligue de Annaba Avant Dernier tour régional (// à 14h 30)              |                         |             |                      |  |  |                             |
| 1                                                                      | HAMR Annaba             | -           | ...                  |  |  |                             |
| 2                                                                      | US Tebessa              | -           | ...                  |  |  |                             |
| 3                                                                      | IRB El Hadjar           | -           | ...                  |  |  |                             |
| 4                                                                      | IRB Sedrata             | -           | ...                  |  |  |                             |
| 5                                                                      | NRB Chréa               | -           | ...                  |  |  |                             |
| 6                                                                      | JS Pont Blanc           | -           | ...                  |  |  |                             |
| 7                                                                      | JM Sidi Salem           | -           | ...                  |  |  |                             |
| 8                                                                      | CRB Héliopolis          | -           | ...                  |  |  |                             |
| 9                                                                      | ES Guelma               | -           | ...                  |  |  |                             |
| 10                                                                     | USM Chréa               | -           | ...                  |  |  |                             |
| Ligue de Béchar Avant Dernier tour régional 1999                       |                         |             |                      |  |  |                             |
| 1                                                                      | JS Saoura               | -           | ...                  |  |  |                             |
| 2                                                                      | GC Aïn Sefra            | -           | ...                  |  |  | stade                       |
| 3                                                                      | CRB Bougtob             | -           | ...                  |  |  |                             |
| 4                                                                      | ...                     | -           | ...                  |  |  |                             |
| Ligue de Ouargla Avant Dernier tour régional (// à 14h 30)             |                         |             |                      |  |  |                             |
| 1                                                                      | MC Mekhadma             | -           | ...                  |  |  | stade                       |
| 2                                                                      | NT Souf                 | -           | ...                  |  |  | stade                       |
| 3                                                                      | USB Hassi R'mel         | -           | ...                  |  |  | stade                       |
| 4                                                                      | IRB Robbah              | -           | ...                  |  |  | stade                       |
| 5                                                                      | ...                     | -           | n.c                  |  |  |                             |
| 6                                                                      | ...                     | -           | n.c                  |  |  |                             |
| 7                                                                      | ...                     | -           | n.c                  |  |  |                             |
| 8                                                                      | ...                     | -           | n.c                  |  |  |                             |

## Soixante-quatrièmes de finale
Dernier tour régional
| Ligue d'Alger le vendredi 26 novembre 2010        |                        |               |                     |  |                    |                 |
| 1                                                 | NA Hussein Dey         | 2-1 a.p       | ES Sour El Ghozlane |  | 27-11-2010 à 14h30 | stade           |
| 2                                                 | MO Bejaia              | 2-1 a.p       | JSM Cheraga         |  | 27-11-2010 à 14h30 | stade           |
| 3                                                 | Paradou AC             | 2-1           | IB Lakhdaria        |  |                    | stade           |
| 4                                                 | OM Ruisseau            | 0-0 t.a.b 4-2 | WA Rouiba           |  |                    | stade           |
| 5                                                 | RC Kouba               | 5-1           | EC Oued Smar        |  |                    | stade           |
| 6                                                 | NARB Reghaia           | 2-1           | US Oued Amizour     |  |                    | stade           |
| 7                                                 | CMB Thénia             | 2-0           | MB Bouira           |  |                    | stade           |
| 8                                                 | Hydra AC               | 2-1 a.p       | JS Hai Djebel       |  |                    | stade           |
| Ligue de Blida                                    |                        |               |                     |  |                    |                 |
| 1                                                 | O Médéa                | -             | ...                 |  |                    | stade           |
| 2                                                 | RC Arba                | -             | WA Boufarik         |  |                    | stade           |
| 3                                                 | ES Berrouaghia         | -             | ...                 |  |                    | stade           |
| 4                                                 | CRB Aïn Oussara        | -             | ...                 |  |                    | stade           |
| 5                                                 | CRB Sendjas            | -             | ...                 |  |                    | stade           |
| Ligue d'Oran le vendredi 26 novembre 2010         |                        |               |                     |  |                    |                 |
| 1                                                 | ASM Oran               | 2-1           | KS Oran             |  |                    | stade           |
| 2                                                 | USM Bel Abbès          | 2-0           | JRB Sidi Brahim     |  |                    | stade           |
| 3                                                 | ES Mostaganem          | 2-1           | CR Témouchent       |  |                    | stade           |
| 4                                                 | CRB Ain El Turck       | 1-0           | IRB Maghnia         |  |                    | stade           |
| 5                                                 | CR Bendaoud            | 1-0           | RC Relizane         |  |                    | stade           |
| 6                                                 | CRB Merine             | 2-1           | WA Mostaganem       |  |                    | stade           |
| 7                                                 | CRB Hennaya            | 1-1 t.a.b 7-6 | JS Emir Abdelkader  |  |                    | stade           |
| Ligue de Saida le vendredi 26 novembre 2010       |                        |               |                     |  |                    |                 |
| 1                                                 | CC Sig                 | 2-0           | MB Hassasna         |  |                    | stade           |
| 2                                                 | FCB Frenda             | 2-1 a.p       | WAB Tissemsilt      |  |                    | stade           |
| 3                                                 | ARB Ghriss             | 3-1           | WAB Ain Kermes      |  |                    | stade           |
| 4                                                 | IR Bouhenni Tiaret     | 1-0           | SA Mohamadia        |  |                    | stade           |
| Ligue de Batna                                    |                        |               |                     |  |                    |                 |
| 1                                                 | USF Bordj Bou Arréridj | -             | MSP Batna           |  |                    | stade           |
| 2                                                 | CA Batna               | -             | AS Bordj Ghedir     |  |                    | stade           |
| 3                                                 | US Biskra              | -             | AB Barika           |  |                    | stade           |
| 4                                                 | AB Merouana            | -             | USM Khenchela       |  |                    | stade           |
| 5                                                 | US Doucen              | -             | WR M'Sila           |  |                    | stade           |
| 6                                                 | RUDS Batna             | -             | TR Ain Touta        |  |                    | stade           |
| Ligue de Annaba                                   |                        |               |                     |  |                    |                 |
| 1                                                 | HAMR Annaba            | -             | JS Pont Blanc       |  |                    | stade           |
| 2                                                 | US Tebessa             | -             | JM Sidi Salem       |  |                    | stade           |
| 3                                                 | IRB El Hadjar          | -             | CRB Héliopolis      |  |                    | stade           |
| 4                                                 | IRB Sedrata            | -             | ES Guelma           |  |                    | stade           |
| 5                                                 | NRB Chréa              | -             | USM Chréa           |  |                    | Chréa           |
| Ligue de Constantine le vendredi 26 novembre 2010 |                        |               |                     |  |                    |                 |
| 1                                                 | CS Constantine         | 0-0 t.a.b 5-3 | WA Ramdane Djamel   |  |                    | stade           |
| 2                                                 | MO Constantine         | 3-1           | RC Bougaa           |  |                    | stade           |
| 3                                                 | AS Ain M'lila          | 2-1           | WJ Skikda           |  |                    | stade           |
| 4                                                 | US Chaouia             | 2-1           | USM Sétif           |  |                    | stade           |
| 5                                                 | ES Collo               | 1-0           | FC Bir El Arch      |  |                    | stade           |
| 6                                                 | USM Ain Beida          | 2-0           | JSM Skikda          |  |                    | stade           |
| 7                                                 | MB Constantine         | 1-0           | JS Djijel           |  |                    | stade           |
| Ligue de Ouargla                                  |                        |               |                     |  |                    |                 |
| 1                                                 | MC Mekhadma            | -             | ...                 |  |                    | stade           |
| 2                                                 | NT Souf                | -             | ...                 |  |                    | stade           |
| 3                                                 | USB Hassi R'mel        | -             | ...                 |  |                    | stade           |
| 4                                                 | IRB Robah              | -             | ...                 |  |                    | stade           |
| Ligue de Bechar                                   |                        |               |                     |  |                    |                 |
| 1                                                 | JS Saoura              | 3-2           | CRB Bougtob         |  |                    | stade Ain Sefra |
| 2                                                 | GC Aïn Sefra           | -             | ...                 |  |                    | stade           |

## Trente-deuxièmes de finale
Les matchs ont eu lieu le 31 décembre 2010
| Club 1                | Résultat | Club 2                 | Date, heure      | Stade | Références |
| --------------------- | -------- | ---------------------- | ---------------- | ----- | ---------- |
| USM Blida             | 5-0      | RUDS Batna             | 31.12.2010/14:15 | Stade | Rapport    |
| MC Alger              | 2-1      | IR Bouhenni Tiaret     | 28.12.2010/14:00 | Stade | Rapport    |
| ES Sétif              | 2-0      | CRB Merine             | 29.12.2010/18:00 | Stade | Rapport    |
| NRB Chrea             | 0-5      | CA Batna               | 31.12.2010/14:15 | Stade | Rapport    |
| JS Kabylie            | 2-0      | IRB Sedrata            | 31.12.2010/14:15 | Stade | Rapport    |
| AB Merouana           | 0-0      | USM Annaba             | 31.12.2010/14:15 | Stade | Rapport    |
| CRB Sendjas           | 0-1      | CR Belouizdad          | 31.12.2010/14:15 | Stade | Rapport    |
| Paradou AC            | 1-0      | IRB El Hadjar          | 31.12.2010/14:15 | Stade | Rapport    |
| ARB Ghriss            | 0-0      | CMB Thénia             | 31.12.2010/14:15 | Stade | Rapport    |
| OM Ruisseau           | 0-1      | NT Souf                | 31.12.2010/14:15 | Stade | Rapport    |
| ES Mostaganem         | 2-0      | FCB Frenda             | 31.12.2010/14:15 | Stade | Rapport    |
| CA Bordj Bou Arreridj | 1-1      | Hydra AC               | 31.12.2010/14:15 | Stade | Rapport    |
| ASM Oran              | 2-1      | CRB Aïn Turck          | 31.12.2010/14:15 | Stade | Rapport    |
| NARB Réghaïa          | 0-0      | JS Saoura              | 31.12.2010/14:15 | Stade | Rapport    |
| AS Aïn M'lila         | 0-0      | JSM Bejaïa             | 31.12.2010/14:15 | Stade | Rapport    |
| MC Saïda              | 0-0      | USM Alger              | 31.12.2010/14:15 | Stade | Rapport    |
| US Doucen             | 0-2      | MC El Eulma            | 31.12.2010/14:15 | Stade | Rapport    |
| CS Constantine        | 1-3      | MC Oran                | 31.12.2010/14:30 | Stade | Rapport    |
| USB Hassi R'Mel       | 0-1      | MC Mekhadma            | 01.01.2011/14:00 | Stade | Rapport    |
| USM Bel-Abbès         | 2-0      | O Médéa                | 01.01.2011/14:00 | Stade | Rapport    |
| MO Constantine        | 1-2      | CRB Hennaya            | 01.01.2011/14:00 | Stade | Rapport    |
| CR Bendaoud           | 1-2      | NA Hussein Dey         | 01.01.2011/14:00 | Stade | Rapport    |
| AS Khroub             | 1-3      | MO Bejaïa              | 01.01.2011/14:00 | Stade | Rapport    |
| US Tebessa            | 1-0      | GC Aïn Sefra           | 01.01.2011/14:00 | Stade | Rapport    |
| ES Collo              | 1-4      | ES Berrouaghia         | 01.01.2011/14:00 | Stade | Rapport    |
| IRB Robbah            | 4-0      | CRB Aïn Oussara        | 01.01.2011/14:00 | Stade | Rapport    |
| USM Aïn Béïda         | 2-1      | USF Bordj Bou Arreridj | 01.01.2011/14:00 | Stade | Rapport    |
| USM El Harrach        | 4-1      | CC Sig                 | 01.01.2011/14:00 | Stade | Rapport    |
| US Chaouia            | 2-0      | HAMRA Annaba           | 01.01.2011/14:00 | Stade | Rapport    |
| RC Arbâa              | 2-1      | RC Kouba               | 01.01.2011/14:00 | Stade | Rapport    |
| US Biskra             | 1-0      | MB Constantine         | 01.01.2011/14:00 | Stade | Rapport    |
| ASO Chlef             | 2-0      | WA Tlemcen             | 01.01.2011/14:30 | Stade | Rapport    |

## Seizièmes de finale
Matchs joués le vendredi 4 et samedi 5 mars 2011
| Club 1         | Résultat      | Club 2                | Date, heure      | Stade | Références |
| -------------- | ------------- | --------------------- | ---------------- | ----- | ---------- |
| JSM Bejaia     | 2-0           | USM Blida             | 05.03.2011/15:00 | Stade | Rapport    |
| MC Mekhadma    | 0-0 (2-4 tab) | MC Alger              | 05.03.2011/15:00 | Stade | Rapport    |
| ES Sétif       | 2-1           | NA Hussein Dey        | 04.03.2011/18:00 | Stade | Rapport    |
| MC Saïda       | 1-0           | USM Bel Abbès         | 04.03.2011/15:00 | Stade | Rapport    |
| ES Mostaganem  | 0-1           | JS Kabylie            | 04.03.2011/15:00 | Stade | Rapport    |
| ASO Chlef      | 1-0           | CA Bordj Bou Arreridj | 04.03.2011/18:00 | Stade | Rapport    |
| CRB Hennaya    | 1-1 (4-3 tab) | ES Berrouaghia        | 04.03.2011/15:00 | Stade | Rapport    |
| MC El Eulma    | 2-0           | RC Arbâa              | 04.03.2011/15:00 | Stade | Rapport    |
| ASM Oran       | 0-1           | MC Oran               | 04.03.2011/15:00 | Stade | Rapport    |
| ARB Ghriss     | 0-1           | NT Souf               | 04.03.2011/15:00 | Stade | Rapport    |
| CA Batna       | 0-0 (5-4 tab) | Paradou AC            | 04.03.2011/15:00 | Stade | Rapport    |
| MO Béjaïa      | 1-0           | US Tebessa            | 04.03.2011/15:00 | Stade | Rapport    |
| AB Merouana    | 0-0 (5-4 tab) | US Chaouia            | 04.03.2011/15:00 | Stade | Rapport    |
| USM El Harrach | 2-1 ap        | NARB Réghaïa          | 04.03.2011/15:00 | Stade | Rapport    |
| IRB Robbah     | 1-1 (7-8 tab) | CR Belouizdad         | 04.03.2011/15:00 | Stade | Rapport    |
| USM Aïn Béïda  | 0-0 (3-4 tab) | US Biskra             | 08.03.2011/15:00 | Stade | Rapport    |

## Huitièmes de finale
| Date et heure  | Club à domicile | Score          | Club à l'extérieur | Lieu       | Stade                       | Références |
| -------------- | --------------- | -------------- | ------------------ | ---------- | --------------------------- | ---------- |
| 15 mars, 14h30 | JS Kabylie      | ap2 - 1        | MC El Eulma        | Tizi Ouzou | Stade du 1er-Novembre-1954  | Rapport    |
| 15 mars, 14h30 | AB Merouana     | 2 - 1          | CRB Hennaya        | Batna      | Abderrahmene Bensaci        | Rapport    |
| 15 mars, 14h30 | CR Belouizdad   | 3 - 0          | NT Souf            | Alger      | Stade du 20-Août-1955       | Rapport    |
| 15 mars, 14h30 | MC Saïda        | 1 - 0          | ASO Chlef          | Saïda      | Stade des frères Braci      | Rapport    |
| 15 mars, 14h30 | USM Aïn Béïda   | 1 - 3ap        | MC Oran            | Aïn Béïda  | Stade du 24 avril           | Rapport    |
| 15 mars, 18h00 | ES Sétif        | 2 - 0          | CA Batna           | Sétif      | Stade du 8-Mai-1945         | Rapport    |
| 16 mars, 14h30 | MO Béjaïa       | 0 - 1          | USM El Harrach     | Béjaïa     | Stade de l'Unité Maghrébine | Rapport    |
| 25 mars, 15h00 | JSM Béjaïa      | 0 - 0 5 - 6tab | MC Alger           | Béjaïa     | Stade de l'Unité Maghrébine | Rapport    |

## Quarts de finale
| Date et heure  | Club à domicile | Score          | Club à l'extérieur | Lieu       | Stade                | Références |
| -------------- | --------------- | -------------- | ------------------ | ---------- | -------------------- | ---------- |
| 8 avril, 15h30 | USM El Harrach  | 1 - 0          | MC Saïda           | Alger      | 1er novembre 1954    | Rapport    |
| 8 avril, 17h00 | MC Alger        | 0 - 0 4 - 5tab | MC Oran            | Alger      | Stade de Rouïba      | Rapport    |
| 9 avril, 15h00 | AB Merouana     | 0 - 1ap        | ES Sétif           | Batna      | Abderrahmene Bensaci | Rapport    |
| 9 avril, 15h00 | JS Kabylie      | 4 - 2          | CR Belouizdad      | Tizi Ouzou | 1er novembre 1954    | Rapport    |

## Demi-finales
| Date et heure   | Club à domicile | Score | Club à l'extérieur | Lieu       | Stade             | Références |
| --------------- | --------------- | ----- | ------------------ | ---------- | ----------------- | ---------- |
| 18 avril, 15h30 | USM El Harrach  | 3 - 2 | ES Sétif           | Alger      | 1er novembre 1954 | Rapport    |
| 18 avril, 18h00 | JS Kabylie      | 2 - 1 | MC Oran            | Tizi Ouzou | 1er novembre 1954 | Rapport    |

## Finale
| 1er mai 2011 | JS Kabylie | 1 - 0   | USM El Harrach | Stade du 5-Juillet-1962, Alger                                      |                                                                     |
| 16 h 00      | 12e Hemitti | (1 - 0) | | Spectateurs : 50 000 Diffuseur : EPTV Arbitrage : Mehdi Abid Charef | Spectateurs : 50 000 Diffuseur : EPTV Arbitrage : Mehdi Abid Charef |
| 16 h 00      | Rapport |         | | Spectateurs : 50 000 Diffuseur : EPTV Arbitrage : Mehdi Abid Charef | Spectateurs : 50 000 Diffuseur : EPTV Arbitrage : Mehdi Abid Charef |
| 16 h 00      | Asselah - Remache, Khelili, Rial, Nessakh (Oussalah 64’) - Saïdi, El Orfi, Tedjar (Lemhane 79’) - Younès, Hamiti, Yahia Chérif (Douicher 86’). Entraîneur : Rachid Belhout. | Équipes | Doukha - Djeghbala, Demmou, Griche (Benabderahmane 46’), Legraâ - Gherbi, Hendou, Boualem - Yachir (Chache 68’), Ledraâ (Touahri 46’), Boumechra. Entraîneur : Boualem Charef. | Spectateurs : 50 000 Diffuseur : EPTV Arbitrage : Mehdi Abid Charef | Spectateurs : 50 000 Diffuseur : EPTV Arbitrage : Mehdi Abid Charef |

|  |  |